# Moritz Jahn (scrittore)
Moritz Jahn (Lilienthal, 27 marzo 1884 – Gottinga, 19 febbraio 1979) è stato uno scrittore e poeta tedesco. Nel 1959 si è aggiudicato il Fritz Reuter Prize.